# Псковське (Краснознаменський район)
Псковське (рос. Псковское) — селище Краснознаменського району, Калінінградської області Росії. Входить до складу Краснознаменського міського округу.
Населення —  5 осіб (2015 рік). 

## Населення
| 2002 | 2010 |
| ---- | ---- |
| 4    | ↗5   |